# Каландер (Онтарио)
Каландер (енгл. Callander) је општина у Канади у покрајини Онтарио. Према резултатима пописа 2011. у општини је живело 3.864 становника.

## Становништво
Према резултатима пописа становништва из 2011. у граду је живело 3.864 становника, што је за 18,9% више у односу на попис из 2006. када је регистровано 3.249 житеља.
| 2006. | 2011. |
| ----- | ----- |
| 3.249 | 3.864 |